# Пузово (Смоленская область)
Пузово — деревня в Кардымовском районе Смоленской области России. Входит в состав Тюшинского сельского поселения. Население — 9 жителей (2007 год). 
Расположена в центральной части области в 7 км к югу от Кардымова, в 8 км южнее автодороги Р134 «Старая Смоленская дорога» Смоленск — Дорогобуж — Вязьма — Зубцов, на берегу реки Большой Вопец. В 3 км северо-западнее деревни расположена железнодорожная станция Пересветово на линии Москва — Минск. 

## История
В годы Великой Отечественной войны деревня была оккупирована гитлеровскими войсками в августе 1941 года, освобождена в сентябре 1943 года.